# Jo Coxplein

Jo Coxplein, Brussel

Het Jo Coxplein (Frans: Place Jo Cox) is een plein gelegen in het centrum van de Belgische stad Brussel.

## Geschiedenis
Door de eeuwen heen had het Jo Coxplein andere namen: Mosselgat, Oestersteeg, Lollepot, Madrillegang. Eind 2018 kreeg het plein zijn huidige naam.
Het plein bevindt zich achter de Ancienne Belgique, achter de Lollepotstraat. Het Jo Coxplein is omringd door een paar bomen en gebouwen.

## Eerbetoon Jo Cox
Joanne Cox was een Brits Lagerhuislid voor de Labour Party. Zij werd vermoord op 16 juni 2016, een week voor de volksraadpleging in het Verenigd Koninkrijk over Brexit, waarover zij als tegenstandster een duidelijk standpunt innam.
Cox werkte zes jaar lang in Brussel voor het Europees Parlement en Oxfam. Omdat ze de Ancienne Belgique regelmatig bezocht, werd het plein achter het gebouw naar haar vernoemd.
Het plein werd ingehuldigd op 27 september 2018 om 13 uur. De stad Brussel wilde meer vrouwelijke namen toekennen aan straten en andere openbare plaatsen.